# Prêmio Crafoord
O Prêmio Crafoord (em inglês:  Crafoord Prize) é uma premiação científica da Academia Real das Ciências da Suécia para promover e premiar cientistas nos campos que não são cobertos pelos prêmios Nobel em ciências naturais.
Estabelecido em 1980 pelo industrial sueco Holger Crafoord (1908-1982) o prêmio, concebido anualmente, recompensa a pesquisa nos campos de matemática, geociências, astronomia e biociências (com ênfase em ecologia e poliartrite respetivamente artrite reumatóide, doença da qual sofreu o fundador do prêmio nos seus últimos anos).
Na primeira edição o prêmio distribuiu 400 mil coroas suecas. Atualmente são 500 mil dólares americanos.

## Lista dos premiados[1]
| Ano  | Categoria     | Imagem               | Premiados                                        | Nacionalidade                                 | Obra |             |
| ---- | ------------- | -------------------- | ------------------------------------------------ | --------------------------------------------- | --- | ----------- |
| 1982 | Matemática    | Vladimir Arnold      | Vladimir Arnold                                  | Rússia                                        | Teoria das equações diferencias não-lineares |             |
| 1982 | Matemática    | Louis Nirenberg      | Louis Nirenberg                                  | Canadá/ Estados Unidos                        | Teoria das equações diferencias não-lineares |             |
| 1983 | Geociências   | Louis Nirenberg      | Edward Lorenz Henry Stommel                      | Estados Unidos                                | |             |
| 1984 | Biociências   |                      | Daniel Janzen                                    | Estados Unidos                                | |             |
| 1985 | Astronomia    |                      | Lyman Spitzer                                    | Estados Unidos                                | |             |
| 1986 | Geociências   |                      | Claude Allègre Gerald Joseph Wasserburg          | França · Estados Unidos                       | |             |
| 1987 | Biociências   |                      | Eugene P. Odum Howard Odum                       | Estados Unidos · Estados Unidos               | |             |
| 1988 | Matemática    |                      | Pierre Deligne Alexander Grothendieck¹           | Bélgica · França                              | Geometria algébrica |             |
| 1989 | Geociências   |                      | James Van Allen                                  | Estados Unidos                                | |             |
| 1990 | Biociências   |                      | Paul Ralph Ehrlich                               | Estados Unidos                                | |             |
| 1990 | Biociências   |                      | Edward Osborne Wilson                            | Estados Unidos                                | |             |
| 1991 | Astronomia    |                      | Allan Rex Sandage                                | Estados Unidos                                | |             |
| 1992 | Geociências   |                      | Adolf Seilacher                                  | Alemanha                                      | |             |
| 1993 | Biociências   |                      | William Donald Hamilton                          | Reino Unido                                   | |             |
| 1993 | Biociências   |                      | Seymour Benzer                                   | Estados Unidos                                | |             |
| 1994 | Matemática    |                      | Simon Donaldson                                  | Reino Unido                                   | |             |
| 1994 | Matemática    |                      | Shing-Tung Yau                                   | China/ Estados Unidos                         | |             |
| 1995 | Geociências   |                      | Willi Dansgaard Nicholas Shackleton              | Dinamarca · Reino Unido                       | |             |
| 1996 | Biociências   |                      | Robert M. May                                    | Reino Unido                                   | |             |
| 1997 | Astronomia    |                      | Fred Hoyle Edwin Ernest Salpeter                 | Reino Unido · Estados Unidos                  | |             |
| 1998 | Geociências   |                      | Don Lynn Anderson Adam Dziewonski                | Estados Unidos · Polónia/ Estados Unidos      | |             |
| 1999 | Biociências   |                      | Ernst Mayr John Maynard Smith George C. Williams | Estados Unidos · Reino Unido · Estados Unidos | |             |
| 2000 | Poliartrite   |                      | Marc Feldmann Ravinder Nath Maini                | Reino Unido · Reino Unido                     | |             |
| 2001 | Matemática    |                      | Alain Connes                                     | França                                        | |             |
| 2002 | Geociências   |                      | Dan Peter McKenzie                               | Reino Unido                                   | |             |
| 2003 | Biociências   |                      | Carl Woese                                       | Estados Unidos                                | |             |
| 2004 | Poliartrite   |                      | Eugene C. Butcher Timothy A. Springer            | Estados Unidos · Estados Unidos               | |             |
| 2005 | Astronomia    |                      | James Gunn James Peebles Martin Rees             | Estados Unidos · Estados Unidos · Reino Unido | |             |
| 2006 | Geociências   |                      | Wallace Smith Broecker                           | Estados Unidos                                | |             |
| 2007 | Biociências   |                      | Robert Trivers                                   | Estados Unidos                                | |             |
| 2008 | Astronomia    |                      | Rashid Sunyaev                                   | Rússia                                        | |             |
| 2008 | Matemática    |                      | Maxim Kontsevich Edward Witten                   | Rússia/ França · Estados Unidos               | |             |
| 2009 | Polyarthritis | —                    | Charles Dinarello                                | Estados Unidos                                | Isolamento de interleucinas, compreendendo o seu papel no aparecimento de doenças inflamatórias |             |
| 2009 | Polyarthritis | —                    | Tadamitsu Kishimoto                              | Japão                                         | Isolamento de interleucinas, compreendendo o seu papel no aparecimento de doenças inflamatórias |             |
| 2009 | Polyarthritis | —                    | Toshio Hirano                                    | Japão                                         | Isolamento de interleucinas, compreendendo o seu papel no aparecimento de doenças inflamatórias |             |
| 2010 | Geociências   | Walter Munk          | Walter Munk                                      | Estados Unidos                                | “por suas contribuições pioneiras e fundamentais para nossa compreensão da circulação oceânica, marés e ondas, e seu papel na dinâmica da Terra”. |             |
| 2011 | Biociências   | Ilkka Hanski         | Ilkka Hanski                                     | Finlândia                                     | |             |
| 2012 | Astronomia    | —                    | Reinhard Genzel                                  | Alemanha                                      | "por suas observações das estrelas orbitando o centro galáctico, indicando a presença de um buraco negro supermassivo". |             |
| 2012 | Astronomia    |                      | Andrea Ghez                                      | Estados Unidos                                | "por suas observações das estrelas orbitando o centro galáctico, indicando a presença de um buraco negro supermassivo". |             |
| 2012 | Matemática    |                      | Jean Bourgain                                    | Bélgica                                       | "pelo seu trabalho brilhante e inovador em análise harmônica, equações diferenciais parciais, teoria ergódica, teoria dos números, combinatória, análise funcional e ciência da computação teórica".                                                       |             |
| 2012 | Matemática    | Terence Tao          | Terence Tao                                      | Austrália                                     | "pelo seu trabalho brilhante e inovador em análise harmônica, equações diferenciais parciais, teoria ergódica, teoria dos números, combinatória, análise funcional e ciência da computação teórica".                                                       |             |
| 2013 | Poliartrite   | Peter K. Gregersen   | Peter Gregersen                                  | Estados Unidos                                | "por suas descobertas sobre o papel de diferentes fatores genéticos e suas interações com fatores ambientais na patogênese, diagnóstico e manejo clínico da artrite reumatóide".                                                                           |             |
| 2013 | Poliartrite   | Lars Klareskog       | Lars Klareskog                                   | Suécia                                        | "por suas descobertas sobre o papel de diferentes fatores genéticos e suas interações com fatores ambientais na patogênese, diagnóstico e manejo clínico da artrite reumatóide".                                                                           |             |
| 2013 | Poliartrite   | Robert J. Winchester | Robert Winchester                                | Estados Unidos                                | "por suas descobertas sobre o papel de diferentes fatores genéticos e suas interações com fatores ambientais na patogênese, diagnóstico e manejo clínico da artrite reumatóide".                                                                           |             |
| 2014 | Geociências   | —                    | Peter Molnar                                     | Estados Unidos                                | "por sua contribuição inovadora para a compreensão da tectônica global, em particular a deformação dos continentes e a estrutura e evolução das cadeias de montanhas, bem como o impacto dos processos tectônicos na circulação e clima oceano-atmosfera". |             |
| 2015 | Biociências   | —                    | Richard Lewontin                                 | Estados Unidos                                | "pelas suas análises pioneiras e contribuições fundamentais para a compreensão do polimorfismo genético". | [ 2 ] [ 3 ] |
| 2015 | Biociências   |                      | Tomoko Ohta                                      | Japão                                         | "pelas suas análises pioneiras e contribuições fundamentais para a compreensão do polimorfismo genético". | [ 2 ] [ 3 ] |
| 2016 | Astronomia    |                      | Roy Kerr                                         | Nova Zelândia                                 | "pelo trabalho fundamental sobre buracos negros rotativos e suas consequências astrofísicas" | [ 4 ] [ 5 ] |
| 2016 | Astronomia    | Roger Blandford      | Roger Blandford                                  | Estados Unidos                                | "pelo trabalho fundamental sobre buracos negros rotativos e suas consequências astrofísicas" | [ 4 ] [ 5 ] |
| 2016 | Matemática    | Yakov Eliashberg     | Yakov Eliashberg                                 | Estados Unidos                                | "para o desenvolvimento de topologia de contato e simplética e descobertas inovadoras de fenômenos de rigidez e flexibilidade" | [ 4 ] [ 5 ] |
| 2017 | Poliartrite   | —                    | Shimon Sakaguchi                                 | Japão                                         | "por suas descobertas relacionadas às células T reguladoras, que neutralizam reações imunológicas prejudiciais na artrite e outras doenças autoimunes". | [ 6 ]       |
| 2017 | Poliartrite   | —                    | Fred Ramsdell                                    | Estados Unidos                                | "por suas descobertas relacionadas às células T reguladoras, que neutralizam reações imunológicas prejudiciais na artrite e outras doenças autoimunes". | [ 6 ]       |
| 2017 | Poliartrite   | —                    | Alexander Rudensky                               | Estados Unidos                                | "por suas descobertas relacionadas às células T reguladoras, que neutralizam reações imunológicas prejudiciais na artrite e outras doenças autoimunes". | [ 6 ]       |
| 2018 | Geociências   | Syukuro Manabe       | Syukuro Manabe                                   | Japão/ Estados Unidos                         | "por contribuições fundamentais para a compreensão do papel dos gases residuais atmosféricos no sistema climático da Terra." | [ 7 ]       |
| 2018 | Geociências   | Susan Solomon        | Susan Solomon                                    | Estados Unidos                                | "por contribuições fundamentais para a compreensão do papel dos gases residuais atmosféricos no sistema climático da Terra." | [ 7 ]       |
| 2019 | Biociências   | —                    | Sallie Chisholm                                  | Estados Unidos                                | "pela descoberta e estudos pioneiros do organismo fotossintetizante mais abundante da Terra, o Prochlorococcus". | [ 8 ]       |
| 2020 | Astronomia    | Eugene N. Parker     | Eugene N. Parker                                 | Estados Unidos                                | "por estudos pioneiros e fundamentais do vento solar e campos magnéticos de escala estelar a galáctica". | [ 9 ]       |
| 2020 | Matemática    | Enrico Bombieri      | Enrico Bombieri                                  | Itália/ Estados Unidos                        | "por contribuições notáveis e influentes em todas as principais áreas da matemática, particularmente teoria dos números, análise e geometria algébrica".                                                                                                   | [ 9 ]       |
| 2021 | Poliartrite   | Daniel Kastner       | Daniel Kastner                                   | Estados Unidos                                | "por estabelecer o conceito de doenças autoinflamatórias". | [ 10 ]      |
| 2022 | Geosciências  | Andrew K. Knoll      | Andrew Knoll                                     | Estados Unidos                                | "por contribuições fundamentais para nossa compreensão dos primeiros três bilhões de anos de vida na Terra e as interações da vida com o ambiente físico ao longo do tempo".                                                                               | [ 11 ]      |

1Prêmio recusado